# دم (فیلم)
دَم (انگلیسی: Breathe In) فیلمی در ژانر درام به کارگردانی دریک دورمس است که در سال ۲۰۱۳ منتشر شد.

## بازیگران
- ایمی رایان
- بن شنکمن
- فلیسیتی جونز
- گای پیرس
- کایل مک‌لاکلن
- مک‌کنزی دیویس
- متیو دداریو
- الی ونت‌ورث